# Holm (Frisia Settentrionale)
Holm è un comune tedesco della Frisia Settentrionale nello Schleswig-Holstein.

## Geografia fisica
La città si trova vicino al confine con la Danimarca e la stazione ferroviaria più vicina è Niebüll che si trova 5 km a sud di Holm.